# Fritz Roeber

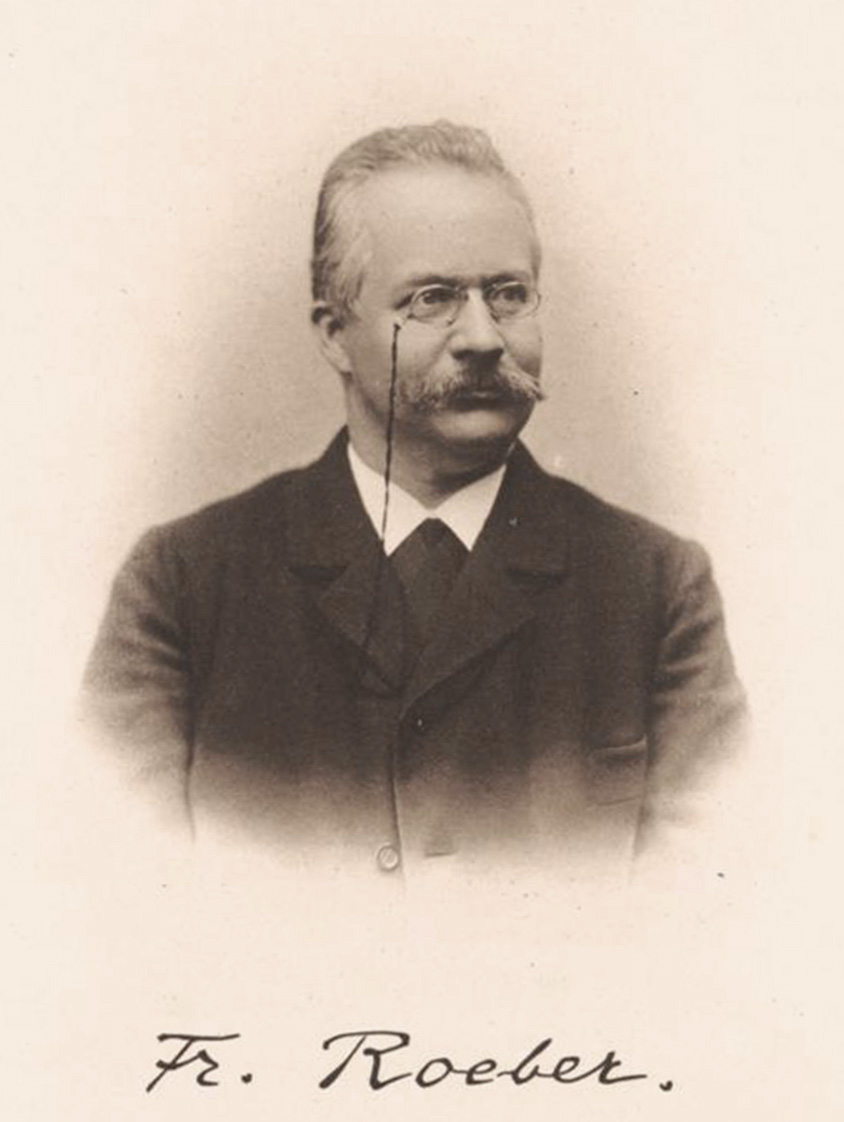
Fritz Roeber

Fritz Roeber (* 15. Oktober 1851 in Elberfeld (heute Stadtteil von Wuppertal); † 15. Mai 1924 in Düsseldorf) war ein deutscher Historienmaler der Düsseldorfer Schule, Illustrator und Lithograf. Als Direktor der Kunstakademie Düsseldorf führte er wegweisende strukturelle Veränderungen durch, insbesondere die Angliederung von Teilen der Kunstgewerbeschule Düsseldorf im Jahr 1919.

## Leben und Wirken
Roeber, Sohn des Elberfelder Prokuristen und Schriftstellers Friedrich Roeber (1819–1901), besuchte neun Jahre lang das Elberfelder Gymnasium (Abitur 1869). Anschließend studierte er als Privatschüler Malerei bei Eduard Bendemann. Zur Teilnahme am Deutsch-Französischen Krieg unterbrach er das Studium. In den 1870er Jahren trat er durch große Lithografien mit biblischen Themen in Erscheinung. Frühe Aufmerksamkeit erzielte er durch seinen Entwurf Der Triumph der Wahrheit (1879/1880), der von der Firma Antonio Salviati als Mosaik in der Portallünette der Kunsthalle Düsseldorf ausgeführt wurde. Einen kunstgewerblichen Auftrag der Rheinprovinz nahm er an und entwarf den figürlichen Schmuck für einen Goldpokal, der dem damaligen Prinzen Wilhelm als Hochzeitsgeschenk überreicht werden sollte. 
Als Mitbegründer und Leiter des Ankaufskomitees des Düsseldorfer Central-Gewerbe-Vereins hatte er in der Folgezeit großen Anteil an der Entwicklung des rheinischen Kunstgewerbes. Ab 1893 unterrichtete er an der Königlich-Preußischen Kunstakademie Düsseldorf. Er begann Vorträge über „Costümkunde“ zu halten, die sich unter den Studenten großer Beliebtheit erfreuten. 
Um die Jahrhundertwende war er Mitinitiator der Industrie- und Gewerbeausstellung Düsseldorf 1902, insbesondere der Ideengeber zur Entwicklung der Golzheimer Insel als deren Ausstellungsgelände. Hierzu hatte er 1898 die Gründung des Vereins zur Veranstaltung von Kunstausstellungen bewirkt. 1904 war er Vorsitzender der Internationalen Kunst-Ausstellung und Großen Gartenbau-Ausstellung im und am Kunstpalast Düsseldorf und Anfang 1904 wurde ihm zu Ehren im Kunstpalast eine Gedenktafel aufgestellt, welche von Heinz Müller entworfen und in der Oberkasseler Bronzegießerei „Förster & Kracht“ gegossen worden war.

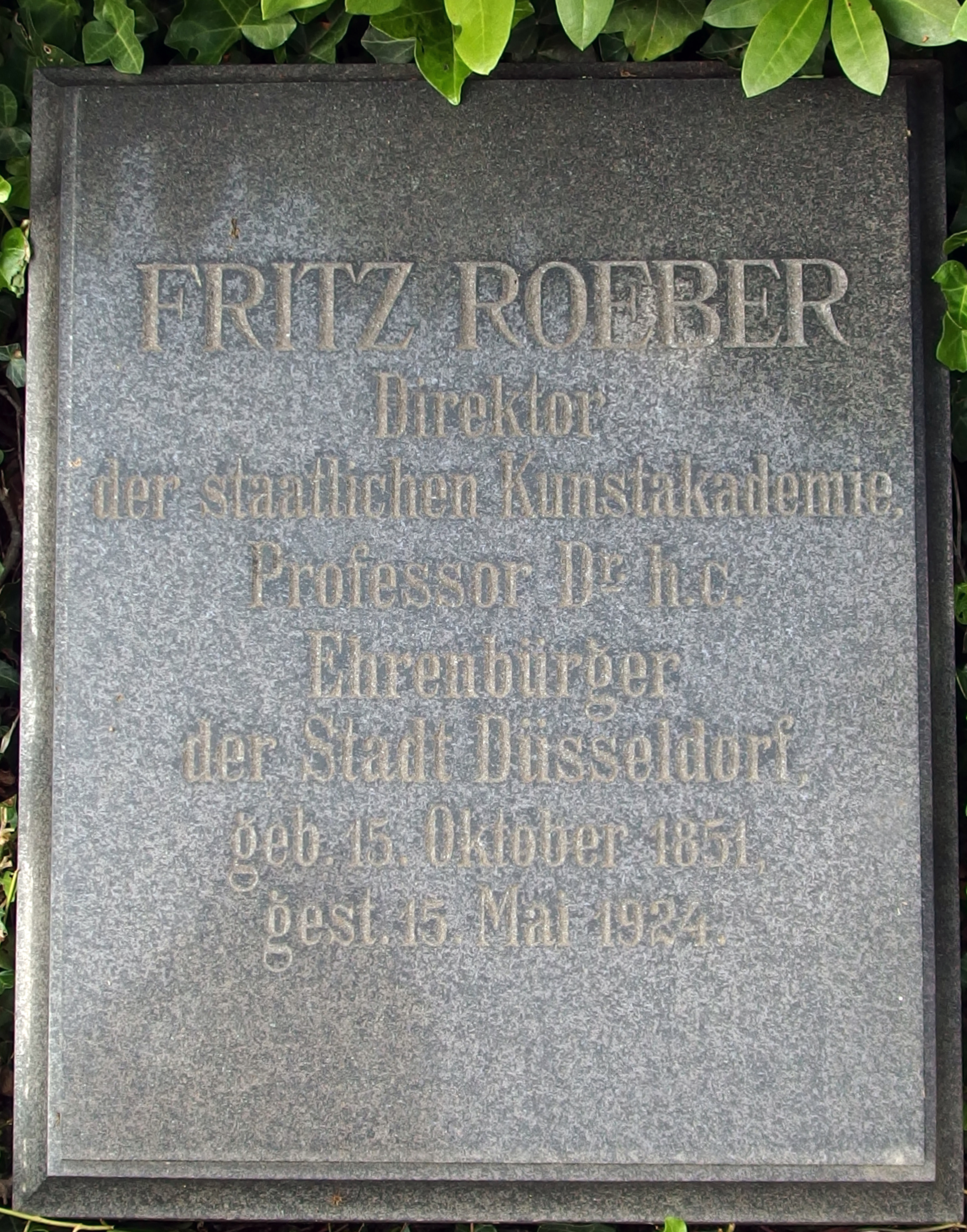
Grabstein Fritz Roeber

Von 1908 bis 1921 stand er der Düsseldorfer Akademie als ihr Direktor vor, leitete die Institution jedoch durch mehrere Verlängerungen faktisch bis zu seinem Tod 1924. Er und die von ihm geleitete Kunstakademie hatten damals den Ruf konservativ zu sein, manchem galt die Akademie um 1900 gar als ein „Hort der wilhelminischen Kunstreaktion“. Gleichwohl setzte er sich für wegweisende strukturelle Neuerungen ein. 
Unter Roebers Initiative wurden 1909 Werkstätten für Kirchenkunst und Glasmalerei eingerichtet. 1919 folgte die Angliederung von Teilen der Kunstgewerbeschule Düsseldorf an die Kunstakademie. Zur personellen Untermauerung der Erweiterung der Kunstakademie um Architektur und verschiedene Zweige der angewandten Kunst wurden unter Roebers Ägide sieben neue Lehrer an die Akademie geholt und gebunden, der Maler Ludwig Heupel, der Bildhauer Hubert Netzer, der Grafiker Ernst Aufseeser und drei Architekten: Wilhelm Kreis, der bisherige Direktor der Kunstgewerbeschule, Emil Fahrenkamp und Fritz Becker. 
Mit dem Neubau von Akademie- und Ateliergebäuden auf der Golzheimer Heide, einem „Neue Kunstakademie“ genannten Komplex in der Nähe des dortigen Rheinufers, verwirklichte er die Idee einer „Kunststadt nach englischem Vorbild“. Mit all diesen Maßnahmen folgte Roeber fortschrittlichen Positionen in der zeitgenössischen Diskussion über die Kunstreform.
1902 erhielt Fritz Roeber das Ehren-Ritterkreuz I. Klasse des Oldenburgischen Haus- und Verdienstorden des Herzogs Peter Friedrich Ludwig, 1905 das Kommandeurkreuz II. Klasse des badischen Ordens vom Zähringer Löwen sowie den Lippischen Hausorden II. Klasse, 1921 wurde er zum Ehrenbürger der Stadt Düsseldorf ernannt. Die Fritz-Roeber-Straße auf der Nordseite des Hauptgebäudes der Kunstakademie Düsseldorf erinnert an ihn. Sein Bruder Ernst (1849–1915) lehrte auch an der Kunstakademie.
Roebers Grab befindet sich auf dem Düsseldorfer Nordfriedhof.

## Werke

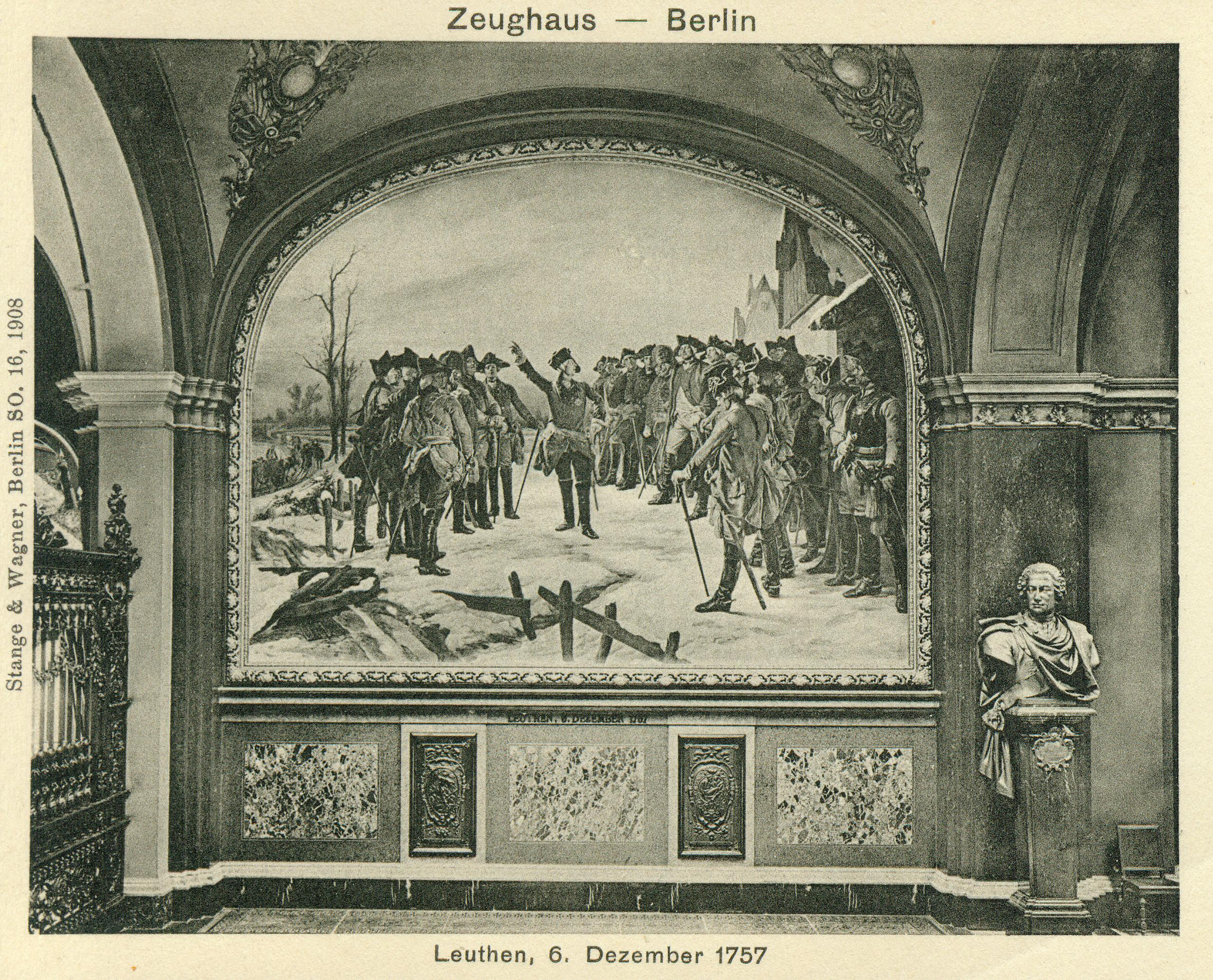
Die Anrede des großen Königs an seine Generale bei Leuthen (Schlacht bei Leuthen 1757), Wandbild in der Ruhmeshalle Berlin, 1889/1890

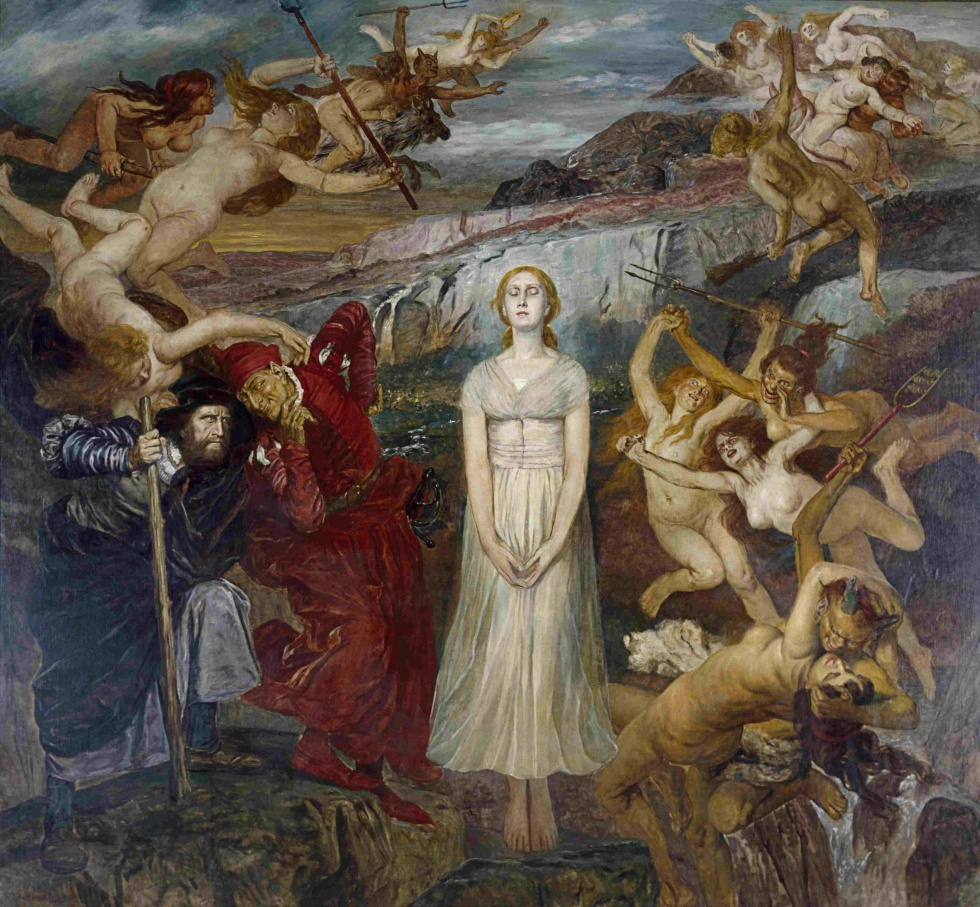
Walpurgisnacht, um 1910

- Szene aus dem Leben des Papstes Johannes XII., in flagranti ertappt von einem eifersüchtigen Ehemann
- Kaiser Heinrich IV. auf der Flucht, von den Bürgern Kölns aufgenommen
- Bühnenvorhang für das Stadttheater Elberfeld
- Goldpokal der Rheinischen Stände, Entwurf des figürlichen Teils für einen Goldpokal als Hochzeitsgeschenk für den damaligen Prinzen Wilhelm
- Die Einholung des Domschreines, zwei Wandbilder für den Kölner Gürzenich-Saal
- Zyklus von Wandgemälden im Hause des Elberfelder Landtagsabgeordneten Emil Weyerbusch
- Der Triumph der Wahrheit (Die Wahrheit als Grundlage aller Kunst), großes Mosaik für die Kunsthalle Düsseldorf
- Bei Fehrbellin, Ölgemälde, 1883
- Ein toller Tag König Wenzels, Ölgemälde, 1887
- Die Anrede des großen Königs an seine Generale bei Leuthen (Schlacht bei Leuthen 1757), Wandbild in der Ruhmeshalle Berlin, 1889/1890
- Der Untergang der altnordischen Götterwelt, Zyklus aus elf Bildern zur isländischen Edda-Sage im Billardzimmer der Villa von der Heydt (Bad Godesberg)[9]
- Der letzte Staatsrat, Ölgemälde, 1894
- Vor der Geschichte und Philologie werden die Gestalten der Vorzeit lebendig; Alles, was die Elemente erzeugen, untersucht die Naturwissenschaft; Die Alma Mater verpflichtet die Schüler zur Treue gegen die Wissenschaft, Theologie und ihre Wirkung auf die Menschheit und Das Recht, nach seinem Spruch wird die Lüge mit ihrem Anhang gestürzt, die Wahrheit befreit; fünf Wandbilder für die westliche Längswand der Aula der Akademie zu Münster[10], für die nördliche Querwand ein dreigeteiltes Gemälde mit Bezug auf die Förderer der Akademie.[11]
- monumentaler Fries im Kuppelsaal des Kunstpalastes Düsseldorf, 1901/1902
- Walpurgisnacht-Szene aus Faust, Ölbild, um 1910, Museum Abtei Liesborn
- Kölner Humor im Malkasten. Digitalisierte Ausgabe
- Erica. Digitalisierte Ausgabe